# Гераїмчук Михайло Дем'янович
Гераїмчук Михайло Дем'янович  — завідувач кафедрою приладів точної механіки Приладобудівного факультету НТУУ "КПІ", доктор технічних наук, професор.

## Біографія
Народився 1 серпня 1947 у селі Кодня Житомирського р-ну Житомирської обл.) — фахівець у галузі приладобудування.
Закінчив в 1974 році Київський Політехнічний Інститут, кафедру приладів точної механіки (ПТМ), на якій працює з 1974 року. Має 147 наукових праць.
Науковий напрямок: Багатокомпонентні перетворювачі механічних величин, безплатформені інерціальні системи навігації, мікро- і нанотехнології.
Дисципліни:
- Математичне моделювання на ЕОМ;
- Динамічні об'єкти та їх моделювання;
- Комп'ютерне проектування приладів та апаратів.

## Праці
- Казаченко Г. А. Розвиток та стан мікроелектромеханічних систем [Архівовано 8 жовтня 2016 у Wayback Machine.] / Казаченко Г. А., Гераїмчук М. Д. // Вісник НТУУ «КПІ». Приладобудування: збірник наукових праць. — 2008. — Вип. 35. — С. 135—142. — Бібліогр.: 14 назв.
- Сафарян В. А. Исследование точности вертикального проектирования оптическими приборами [Архівовано 14 жовтня 2016 у Wayback Machine.] / Сафарян В. А., Гераимчук М. Д. // Вісник НТУУ «КПІ». Приладобудування: збірник наукових праць. — 2007. — Вип. 33. — С. 101—107. — Бібліогр.: 6 назв.
- Беспалов В. О. Методика оптимізації геометричних розмірів чутливих елементів вимірювальних перетворювачів сили складної форми [Архівовано 21 жовтня 2016 у Wayback Machine.] / Беспалов В. О., Гераїмчук М. Д., Нікітін О. К. // Вісник НТУУ «КПІ». Приладобудування: збірник наукових праць. — 2006. — Вип. 31. — С. 79–85.
- Беспалов В. О. Спеціалізований програмний продукт для дослідження й оптимізації динамічних характеристик акселерометрів [Архівовано 21 жовтня 2016 у Wayback Machine.] / Беспалов В. О., Дубінець В. І., Гераїмчук М. Д. // Вісник НТУУ «КПІ». Приладобудування: збірник наукових праць. — 2006. — Вип. 31. — С. 120—125. — Бібліогр.: 4 назви.
- Гераїмчук М. Д. Стабілізатор вертикального напрямку візирної лінії [Архівовано 30 жовтня 2016 у Wayback Machine.] / М. Д. Гераїмчук, В. А. Сафарян // Вісник НТУУ «КПІ». Приладобудування: збірник наукових праць. — 2004. — Вип. 28. — С. 124—128. — Бібліогр.: 3 назви.
- Засоби модуляції поляризованого світла в астрономічній апаратурі [Архівовано 30 жовтня 2016 у Wayback Machine.] / А. П. Відьмаченко, М. Д. Гераїмчук, В. І. Дубінець, Є. П. Неводовський, П. В. Неводовський, С. Ф. Петренко // Вісник НТУУ «КПІ». Приладобудування: збірник наукових праць. — 2004. — Вип. 27. — С. 61–66. — Бібліогр.: 8 назв.
- The measurement vector quantities [Архівовано 7 квітня 2019 у Wayback Machine.] / Li Wei, S. Zinchenko, M. Geraimchuk, V. Zinchenko, I. Mukha // Адаптивні системи автоматичного управління: міжвідомчий науково-технічний збірник. — 2015. — № 1(26). — С. 159—168. — Бібліогр.: 13 назв.
- Шевчук Б. М.  [Архівовано 12 січня 2018 у Wayback Machine.] Математичне та техніко-економічне обгрунтування розробки інформаційно-ефективних об'єктних систем комп'ютерних мереж. Частина 1 / Б. М. Шевчук, М. Д. Гераїмчук // Вісник НТУУ КПІ. Приладобудування: збірник наукових праць. – 2009. – Вип. 37. – С. 98–104. – Бібліогр.: 9 назв.
- Шевчук Б. М.  [Архівовано 12 січня 2018 у Wayback Machine.] Математичне та техніко-економічне обгрунтування розробки інформаційно-ефективних об'єктних систем комп'ютерних мереж. Частина 2 / Б. М. Шевчук, М. Д. Гераїмчук, Є. О. Марценюк // Вісник НТУУ КПІ. Приладобудування: збірник наукових праць. – 2012. – Вип. 43. – С. 117—126. – Бібліогр.: 6 назв.
- Основи побудови перспективних бездротових сенсорних мереж. Монографія. / М. Д. Гераїмчук, О. В. Івахів., М. І. Паламар, Б. М. Шевчук. К.: ЕКМО, 2010. – 124 с. Розглянуто основи побудови сенсорних мереж.
- МЕМС перетворювачі фізичних величин і їх проектування. Монографія / М. Д. Гераїмчук, І. М. Гераїмчук. – К.: ПП Нестроєвий А. І., 2011. – 100 с. Розглянута методологія проектування МЕМС перетворювачів фізичних величин.
- Гераїмчук М. Д. Інтегровані МЕМС перетворювачі для систем вимірювання векторних величин. Монографія. – К.: Видавниче підпр. Едельвейс., 2011. – 94 с.
- Інформаційно-ефективна технологія дистанційного моніторингу параметрів фізіологічних систем організму людини. Монографія / За ред. чл.- кор. НАН України В. К.  Задіраки. – К.: Видавниче підприємство Едельвейс, 2012. – 102 с.
- Альтернативні джерела енергії і методи перетворення її на електрику. Монографія / М. Д. Гераїмчук, І. М. Гераїмчук. – К.: ТОВ ВД. Едельвейс., 2013. – 96 с.
- Основи проектувавання мікроперетворювачів механічних величин в електрику на основі мікро- і нанотехнологій. Монографія / М.. Д.. Гераїмчук, І.. М.. Гераїмчук, М.. Д.. Гераїмчук і інш. – К.:, 2016. – 106 с.
- Основи проектування мікроперетворювачів механічних величин в електрику на основі мікро- і нанотехнологій / М. Д. Гераїмчук, І. М. Гераїмчук. – К.: Едельвейс. 2016. – 104 с.
- UV-polarimeter for research of terrestrial stratospheric aerosols. NATO Advanced Study Institute on Special Detection Technique (Polarimetry) and Remote Sensing / H. V. Nevodovskiy, A. V. Morozhenko, A. P. Vidmachenko, M. D. Geraimchuk, Y. P. Kurenoyov, E. V. Nevodovskiy. – Kyiv, Ukraine, 12–25 September, 2010. рр. 85.
- Polarizing monitoring of Earth stratosphere from Space / P. Nevodovskiy, A. Morozhenko, A. Vidmachenko, M. Geraimchuk, A. Zbrutskyy, Y. Kurenoyov. III Internation Conference. Space Technologies Present end Future. Dnipropetrovsk. – 2011. – c.141-142.
- Космічні дослідження стратосферного аерозолю для вивчення змін клімату на Землі / Н. П. Воеводовський, О. В. Мороженко, А. П. Видмаченко, О. В. Збруцький, М. Д. Гераїмчук. IX Міжнародна науково-технічна конференція Гіротехнології, навігація, керування рухом і конструювання авіаційно-космічної техніки: Збірка доповідей. – К.: НТУУ КПІ. – 2013. – С.104-112.
- Про застосування ультрафіолетової поляриметрії для спутнікових досліджень стратосферного аерозолю Землі / О. В. Мороженко, П. В. Неводовський, А. П. Відмаченко, М. Д. Гераїмчук, О. В. Івахів, О. С. Делец // Український метрологічний журнал. – 2014. – № 2. – 27-31 с.
- On stability of the centers of forced pendulum oscillation at base vibration.CONTROL OF UNSTABLE MECHANICAL SYSTEMS WITH RESTRICTED MEASURING INFORMATION / Yu. F. Lazarev, M. D. Geraimchuk, A. I. Lazarenko. XIV International PhD Workshop OWD 2012, 20–23 October 2012. Conerence Archives PTETIS. – vol. 31. – 2012. – р.448–455.
- Electro-Mechanical Phase Shifters Based On MEMS Structures / Anton. Antonenko, Michail. Geraimchuk, Fedir. Dubrovka // Journal of Mechanics Engineering and Automation(JMEA. – 2013. – Vol.3. – No.7. – рр. 421—423.
- MEMS Keys As A Way To Delay The Phase Of The Microwave Range. IEEE Microwave / Anton. Antonenko, Michael. Geraimchuk, Orest. Ivakhiv // Theory and Technigues Society. – 16-18 Jun 2014. – 4 pp.
- Tiny. Ultraviolet Polarsmeter for Earth Stratosphere from Space Investigation / P. Nevodovskyi, O. Morozhenko, O. Vidmachenko, O. Ivakhiv, M. Geraimchuk, O. Zbrutskyi. 2015 IEEE 8th International Conference on Intelligent Data Acquisition and Advanced Computing Systevs: Technology and Applications(IDAACS) V.1 IDAACS'2015, 24-26 September 2015, Warsaw, Poland. – pp. 28–32.
- Efficient Encoding and Transmission of Monitoring Data in Information-efficient Wireless Networks / B. Shevchuk, O. Ivakhiv, M. Gerayimchuk, Y. Brayko. The 3 rd IEEE International Symposium on Wireless Systems within the Conferences on Intelligent Data Acguisition and Advanced Computing Systems. Offenburg, Germany, 26-27 September 2016. pp. 138–143.